# Lutherkirche (Barop)

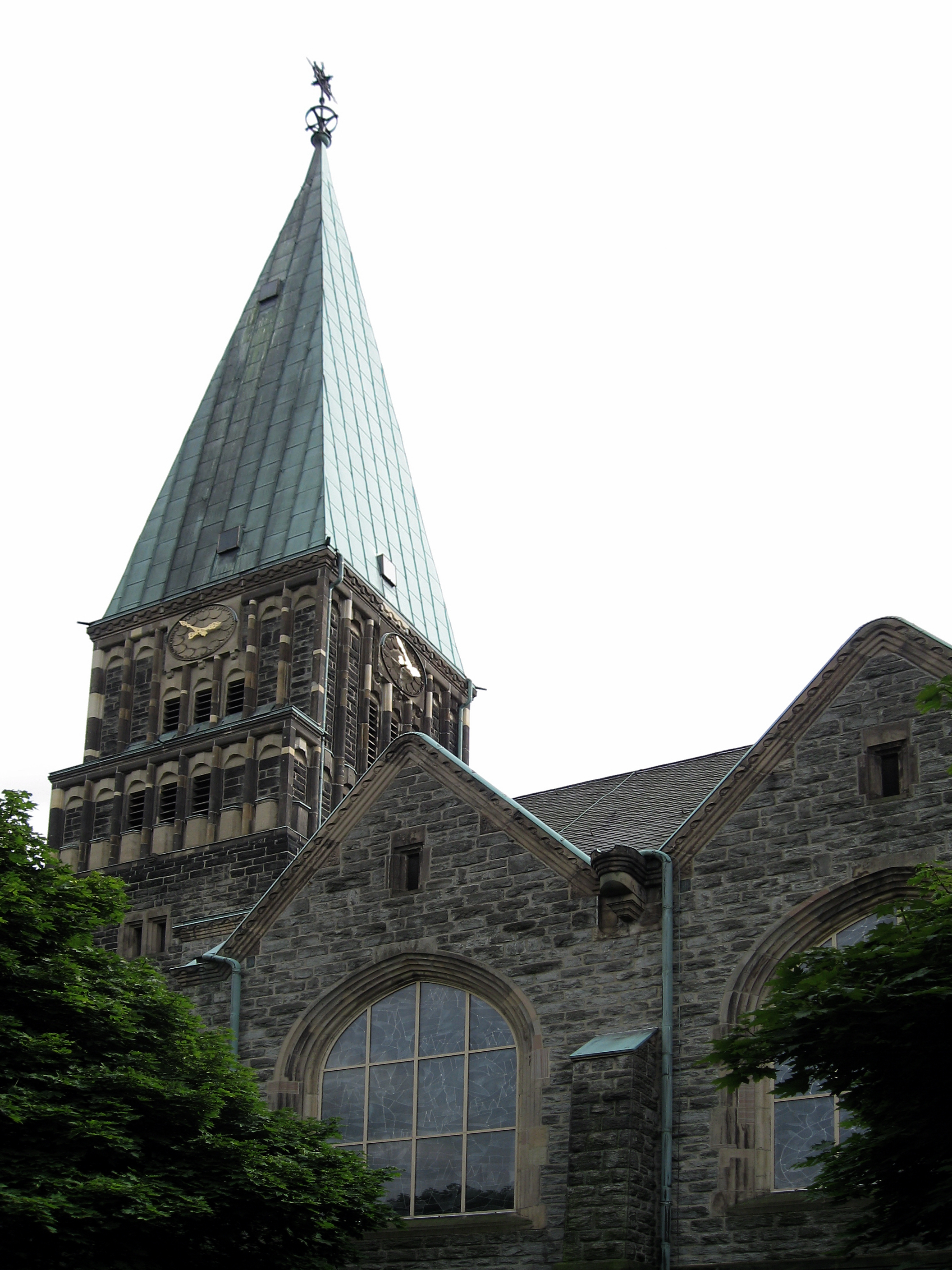
Lutherkirche in Barop

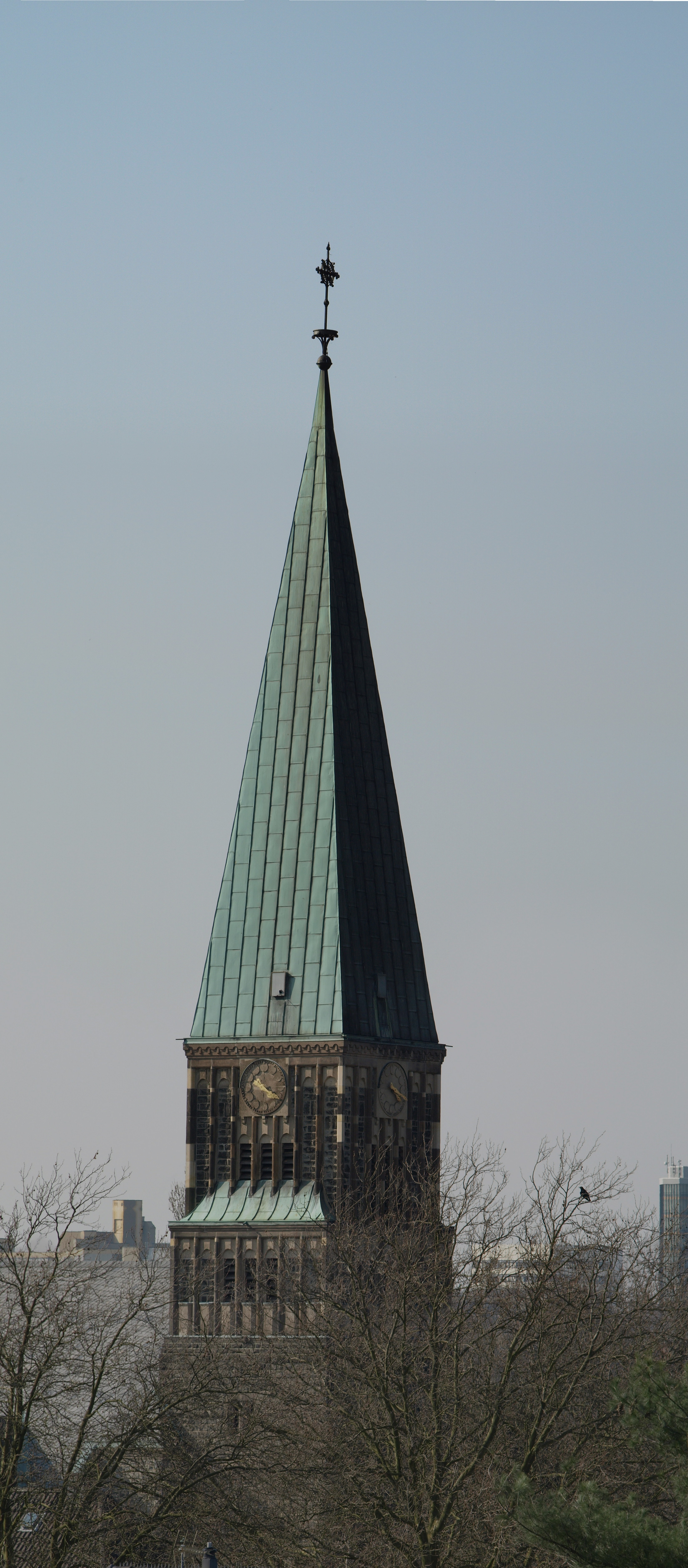
Kirchturm der Lutherkirche

Die Lutherkirche ist eine evangelische Kirche im Dortmunder Stadtteil Barop.

## Geschichte
Das Kirchengebäude wurde von 1911 bis 1913 errichtet, nachdem die ursprüngliche Baroper Kirche, die Margarethenkapelle, für die stark gewachsene Gemeinde zu klein geworden war. Am 27. April 1913 wurde die Kirche mit einem Gottesdienst unter Anwesenheit des Generalsuperintendenten Wilhelm Zoellner eingeweiht.

## Bauwerk
Der Hagener Architekt Gustav Mucke entwarf den Neubau im Stil des Historismus mit intensiven Jugendstil- bzw. Art-déco-Einflüssen, die sich besonders in den inzwischen übermalten Wandmalereien und den ebenfalls Anfang der 1970er verschwundenen Decken- und Emporenvertäfelungen sowie den entfernten Maßwerken zeigten. Das Kirchengebäude verfügt über eine Sandstein-Fassade und orientiert sich in der Gestaltung am 1861 proklamierten Eisenacher Regulativ. Im Turm hängt ein wuchtiges Gussstahl-Geläut von 1913, gestimmt auf die Tonfolge c′-es′-ges′. Die Kirche steht als Baudenkmal unter Denkmalschutz und ist in die Denkmalliste der Stadt Dortmund eingetragen.